# Kivinge
Kivinge är en tätort i Håbo kommun, Uppsala län. Den omfattar bebyggelse i grannbyarna Kivinge, Kumla och Jädra i Övergrans socken.
Från 1995 till 30 december 2018 var bebyggelsen avgränsad av SCB till en småort namnsatt till Kivinge, Kumla och Jädra. 